# Geelpootmetaalwapenvlieg
De geelpoot-wapenvlieg of geelpoot-metaalwapenvlieg (Sargus flavipes) is een vliegensoort uit de familie van de wapenvliegen (Stratiomyidae). De wetenschappelijke naam van de soort is voor het eerst geldig gepubliceerd in 1822 door Meigen.